# Пузым (река)
Пузым — река в России, протекает по Косинскому и Кочёвскому районам Пермского края. Устье реки находится в 16 км по левому берегу реки Онолва. Длина реки составляет 26 км.
Исток реки в лесах в 10 км к югу от села Чазёво (центр Чазёвского сельского поселения). Река течёт на юго-восток по ненаселённому лесу. Исток и первые километры течения в Косинском районе, ниже река течёт по Кочёвскому. Притоки — Ляпичшор, Ягшор (правые). Впадает в Онолву ниже села Большая Коча (центр Большекочинского сельского поселения).

## Данные водного реестра
По данным государственного водного реестра России относится к Камскому бассейновому округу, водохозяйственный участок реки — Кама от истока до водомерного поста у села Бондюг, речной подбассейн реки — бассейны притоков Камы до впадения Белой. Речной бассейн реки — Кама.
Код объекта в государственном водном реестре — 10010100112111100002669.